# 졸리 저울

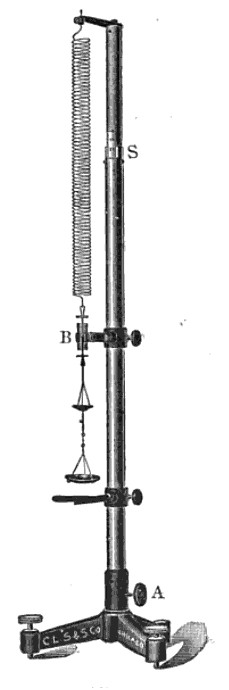
졸리 저울

졸리 저울은 물 속 및 공기 속에서 무게를 재어 밀도를 결정하는데 사용되는 매우 정밀한 용수철 저울이다.
졸리 저울은 특정 중력을 결정하는 도구이다. 1864년 독일의 물리학자 욜리(Philipp von Jolly)가 발명한 이 장치는 가동식 암에 고정된 스프링으로 구성되어 있다. 하단에는 스프링에 두 개의 작은 팬이 있으며 하나는 다른 팬 아래에 매달려 있다. 아래쪽 팬은 같은 깊이의 물에 잠겨 있고 다른 팬은 공중에 매달려 있다. 용수철 뒤의 직립대에는 같은 비율로 눈금을 새기거나 칠한 거울이 있다.